# Episodi de Il commissario Heldt (terza stagione)
La terza stagione della serie televisiva Il commissario Heldt è stata trasmessa sul canale tedesco ZDF dal 28 gennaio al 20 maggio 2015.
In Italia va in onda dall'11 febbraio 2017 su Rai 2.
| n° | Titolo originale          | Titolo italiano         | Prima TV originale | Prima TV Italia  |
| -- | ------------------------- | ----------------------- | ------------------ | ---------------- |
| 1  | Auf Achse                 | Sulla strada            | 28 gennaio 2015    | 11 febbraio 2017 |
| 2  | Heißes Eisen              | Graffiti                | 11 febbraio 2015   | 11 febbraio 2017 |
| 3  | Traumpaar                 | Terapia di coppia       | 18 febbraio 2015   | 18 febbraio 2017 |
| 4  | Immer Ärger mit Harry     | Sempre guai con Harry   | 25 febbraio 2015   | 18 febbraio 2017 |
| 5  | Junkie                    | Junkie                  | 4 marzo 2015       | 25 febbraio 2017 |
| 6  | Die Gang                  | La gang                 | 11 marzo 2015      | 25 febbraio 2017 |
| 7  | Fahnenklau                | La bandiera             | 18 marzo 2015      | 4 marzo 2017     |
| 8  | Hängen im Schacht         | Un ascensore per due    | 1º aprile 2015     | 4 marzo 2017     |
| 9  | Wehrlos                   | Indifesa                | 8 aprile 2015      | 1º aprile 2017   |
| 10 | Heckenschützen            | Il cecchino             | 15 aprile 2015     | 1º aprile 2017   |
| 11 | Summ mir das Lied vom Tod | Miele e zucchero        | 22 aprile 2015     | 8 aprile 2017    |
| 12 | Alles hat ein Ende...     | Salsa al curry          | 29 aprile 2015     | 8 aprile 2017    |
| 13 | Bis zum letzten Tropfen   | Fino all'ultimo goccio  | 6 maggio 2015      | 22 aprile 2017   |
| 14 | Ein König, zwei Damen     | Un re, due regine       | 13 maggio 2015     | 22 aprile 2017   |
| 15 | Carlos letzte Liebe       | L'ultimo amore di Carlo | 20 maggio 2015     | 29 aprile 2017   |